# مونتي جاكسون
مونتي جاكسون (بالإنجليزية: Monte Jackson) هو لاعب كرة قدم أمريكية أمريكي، ولد في 14 يوليو 1953 في شيرمان في الولايات المتحدة.

## وصلات خارجية
- مونتي جاكسون على موقع مرجع كرة القدم المحترفة.كوم (الإنجليزية)